# Nachal Recheš
Nachal Recheš (hebrejsky: נחל רכש) je vádí v Dolní Galileji, v severním Izraeli.
Začíná v nadmořské výšce přes 200 metrů na jižních svazích hřbetu Har Javne'el. Nachází se tu pramen Ejn Recheš (עין רכש) a v jeho okolí archeologická lokalita Sirin, s pozůstatky starobylého židovského osídlení. Poblíž stála do roku 1948 arabská vesnice Sirin. Této lokalitě se proto někdy říká Ramat Sirin. V okolí stále sídlí menší skupina beduínů. Vádí pak směřuje k západu mělkým, odlesněným údolím, jehož okolí je zemědělsky využíváno. Zhruba 2 kilometry jihovýchodně od obce Kfar Kisch ústí západně od pahorku Tel Recheš zleva do vádí Nachal Tavor.